# Barcelona-Sessel

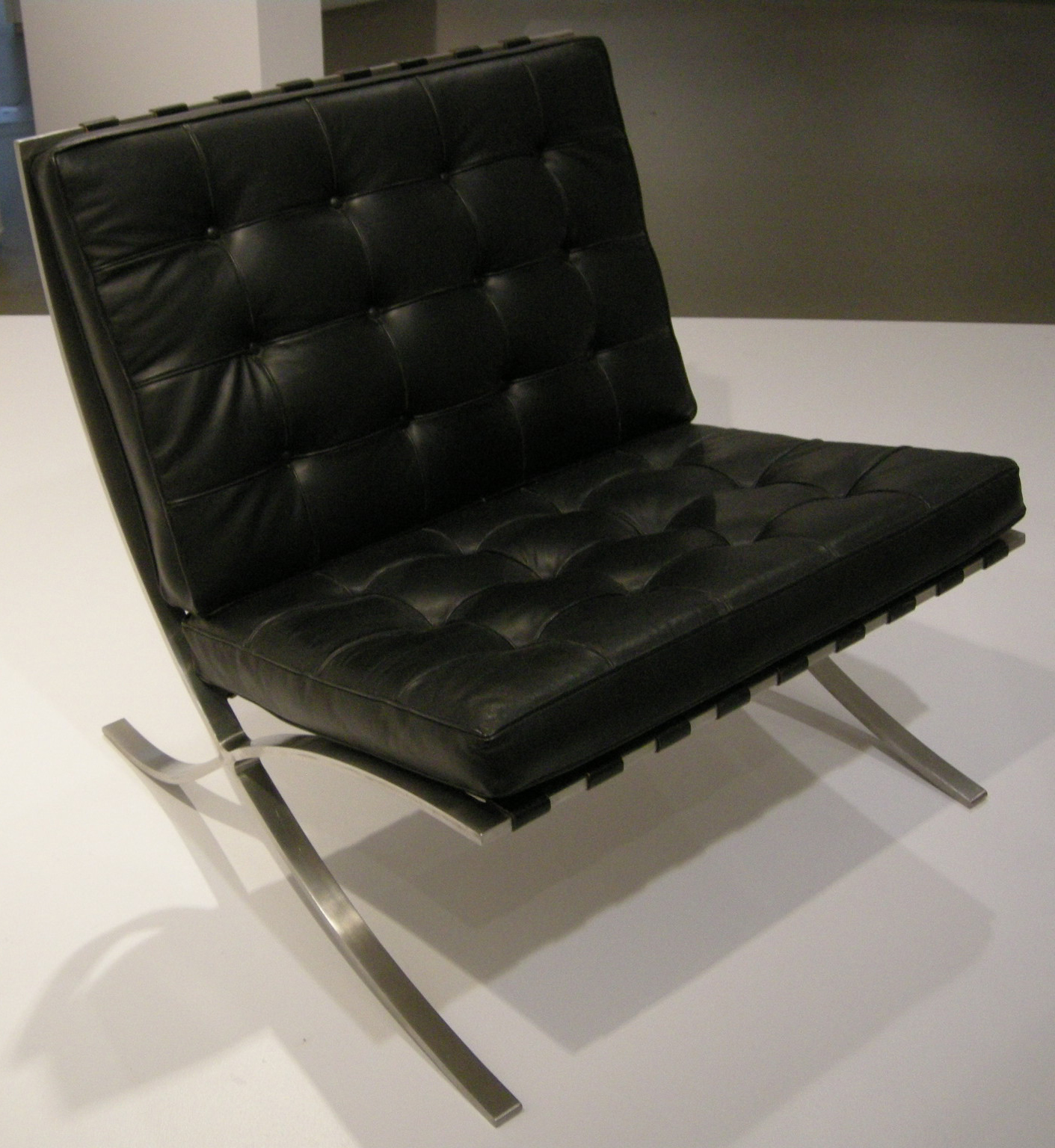
Barcelona-Sessel in der Ausstellung der National Gallery of Victoria

Der Barcelona-Sessel (von Knoll als MR90 bezeichnet) ist ein von Ludwig Mies van der Rohe mit Lilly Reich ursprünglich für den deutschen Pavillon der Weltausstellung 1929 in Barcelona entworfenes Möbel. Nach anfänglicher Manufakturproduktion in geringer Stückzahl lässt ihn seit 1948 Knoll International von verschiedenen Betrieben in Serienproduktion fertigen. Der Sessel gilt als einer der wichtigsten Möbelentwürfe der Moderne und übte nachhaltigen Einfluss auf das Möbeldesign des 20. Jahrhunderts aus.

## Produktionsgeschichte

### Die Sessel aus dem Barcelona-Pavillon (1929)
Der Sessel wurde ursprünglich für den Pavillon des Deutschen Reiches auf der Exposició Internacional de Barcelona 1929 als Sitzgelegenheit für das spanische Königspaar entworfen. Die Konstruktion der sich kreuzenden Stahlprofile erinnert an antikes Sitzmobiliar wie z. B. den Kurulischen Stuhl. Besonders auffällig wird dies am ebenfalls für den Pavillon entworfenen Hocker.
Die Kissen der mindestens drei weißen und mindestens zwei dunklen, für den Pavillon gefertigten Exemplare waren diagonal geknöpft. Sie hatten neun Gurte für das Sitzpolster, die von vorne nach hinten liefen und vier waagerechte Gurte für das Rückenpolster. Laut Mies van der Rohe waren sie mit Glacéleder bezogen. Die älteste erhaltene Konstruktionszeichnung stammt aus dem Jahre 1931 und sieht schon acht senkrechte Rückengurte vor. Daher kann aus dieser Zeichnung über die ursprüngliche Konstruktion des Metallgestells der Barcelona-Sessel von 1929 keine Aussage mehr getroffen werden. Die Einzelstücke für den Pavillon wurden vermutlich in einer Kunstschmiede in Neukölln durch Carl Wilke hergestellt.
Alle Exemplare aus dem Pavillon sind verschollen. Für die Rekonstruktion des Pavillons wurden moderne Sessel aus der Produktion von Knoll verwendet.

### Kleinauflagen in Berlin (1930–34) und Chicago (nach 1945)
Die erste Serie des Sessels wurde ab 1930 unter der Bezeichnung MR90 von der Firma Berliner Metallgewerbe Josef Müller bzw. ab 1931 von dessen Nachfolgefirma, den Bamberg Metallwerkstätten bis 1934 gefertigt. Die Firma produzierte in der Lichtenrader Straße 33 im Stadtteil Neukölln. Der Sessel kostete mit Bezug aus Schweinsleder 520 RM. Die Anzahl der nun senkrechten Rückengurte variierte in der Produktion zwischen sieben und neun.
Die ältesten erhaltenen zwei Sessel dieser Produktion und auch überhaupt sind zwei Exemplare aus der Villa Tugendhat (heute im Archiv des Museums der Stadt Brünn). Ein weiteres erhaltenes Exemplar ist der Sessel aus dem Grassi-Museum in Leipzig (Inv.-Nr. 72.35), der aufgrund einer zugehörigen datierten und signierten Zeichnung auf 1933 datiert werden kann. Ein weiteres Exemplar ist aus dem Nachlass des Kunstkritikers und -sammlers James Johnson Sweeney erhalten, für den Mies van der Rohe in den 1930er-Jahren eine Wohnung einrichtete.
Nach dem Krieg wurde der Stuhl im Auftrag Mies van der Rohes in einzelnen Exemplaren von Gerry Griffin in Chicago hergestellt. Diese Variante war die erste aus rostfreiem Stahl und besitzt schärfere Kanten an der Kreuzung des Untergestells, weicht damit also von Mies van der Rohes Entwurf ab. Mies van der Rohe nutzte die Stühle Griffins für die Möblierung der von ihm in Chicago entworfenen Gebäude.

### Produktion durch Knoll (seit 1948)
Im Jahr 1948 konnte Mies van der Rohe die Möbelproduzenten Florence und Hans Knoll für die Produktion durch die Firma Knoll International gewinnen. Knoll stellte dabei die Sessel nicht selbst her, sondern ließ diese durch mittelständische Unternehmen in verschiedenen Ländern fertigen. Der Sessel in seiner ursprünglichen Variante wurde bis 1950 produziert.
1950 überarbeitete Mies van der Rohe den Entwurf des Sessels, dessen Gestell nun aus einem Stück Metall bestand, statt aus mehreren verlöteten Stücken. Neben dieser Änderung wurde von Ziegen- auf Kuhleder umgestellt. Die Produktion dieses neuen Sessels begann 1950 für die Firma Knoll. 1964 wurde die Produktion auf rostfreien Stahl umgestellt.

## Barcelona-Möbelserie
Passend zu Sessel und Hocker wurden in der Folgezeit noch ein Glastisch sowie eine Liege entworfen, die bis heute produziert werden. Während der Tisch seine formale Zugehörigkeit über das gekreuzte Stahlgestell zeigt, verwendet die Liege das gleiche Prinzip von gestepptem Leder als Liegepolster auf gespannten Gurten.

## Dokumentarfilm
- Design: Der Barcelona-Sessel. Dokumentarfilm, Frankreich, 2011, 26 Min., Buch und Regie: Anna-Célia Kendall, Produktion: arte France, Centre Pompidou, Steamboat Films, Lobster Films, Reihe: Design, deutsche Erstsendung: 30. März 2014 bei arte, Inhaltsangabe (Memento vom 9. April 2014 im Webarchiv archive.today)